# Костамоярви (озеро)
Ко́стамоя́рви (фин. Kostamojärvi) — озеро на территории Элисенваарского сельского поселения Лахденпохского района Республики Карелии.

## Общие сведения
Площадь озера — 0,7 км². Располагается на высоте 78,0 метров над уровнем моря.
Форма озера Г-образная, продолговатая: вытянуто с юго-запада на северо-восток. Берега каменисто-песчаные, местами заболоченные.
С южной стороны озера вытекает безымянный водоток, впадающий с левого берега в реку Соскуанйоки.
У северной оконечности озера расположен один небольшой по площади остров без названия.
У юго-западной оконечности озера располагается посёлок Костамоярви, через который проходит дорога местного значения 86К-89 («Вялимяки — Костамоярви»).
Название озера переводится с финского языка как «озеро мести».
Код объекта в государственном водном реестре — 01040300211102000012950.

## Панорама

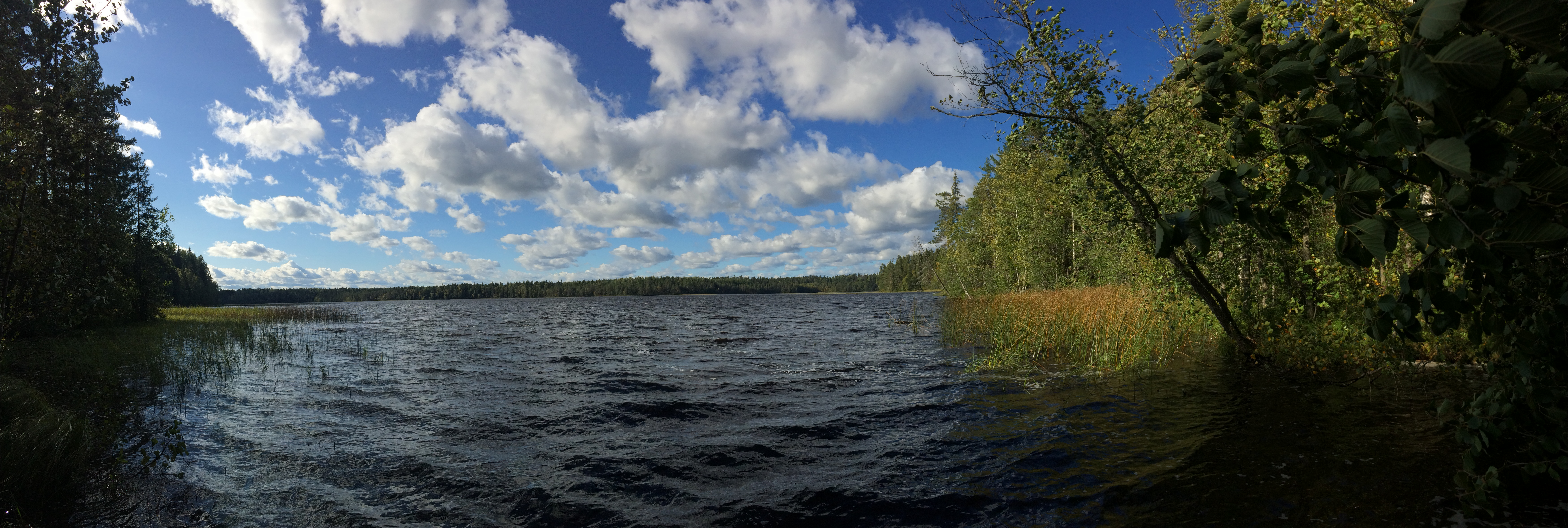
Панорама